# جوشکاری اصطکاکی اغتشاشی غیریکسان
جوشکاری اصطکاکی اغتشاشی غیریکسان (به انگلیسی: Dissimilar friction stir welding) یا DFSW شاخه ای از جوشکاری اصطکاک (FSW) است که در سال ۱۹۹۱ در مؤسسه جوش (TWI) اختراع شد. برای اتصال فلزات پایه همچون آلومینیوم، مس، فولاد، تیتانیوم، منیزیم و سایر مواد از این روش استفاده می‌شود.
این روش شاخه ای از جوشکاری حالت جامد است که به این معنی است که هیچ گونه ذوب ماده وجود ندارد. DFSW مبتنی بر گرمای اصطکاکی است که توسط یک ابزار ساده ساخته می‌شود تا ماده را ابتدا نرم کرده و آن‌ها را با استفاده از ابزارهای چرخشی و حرکت خطی ابزار دیگر، جوش دهد.
در ابتدا، این روش عمدتاً برای اتصال به فلزات نازک آلومینیومی به علت وجود نقص‌های خرد شدن در اتصال به آن‌ها با روش‌های جوشکاری ذوبی مانند تخلخل همراه با ترکیبات ضخیم ترکیب متشکل استفاده می‌شد.
DFSW به عنوان یک روش کارآمد برای اتصال مواد گوناگون در دهه گذشته مورد توجه قرار گرفته‌است.
مزایای زیادی برای DFSW در مقایسه با سایر روشهای جوشکاری جود دارد، از قبیل هزینه کم، کاربر پسند و سادگی عملیات، که منجربه کاربردها ی بسیار متنوع از جوشکاری مقاومتی غیریکنواخت برای اتصالات می‌شود.

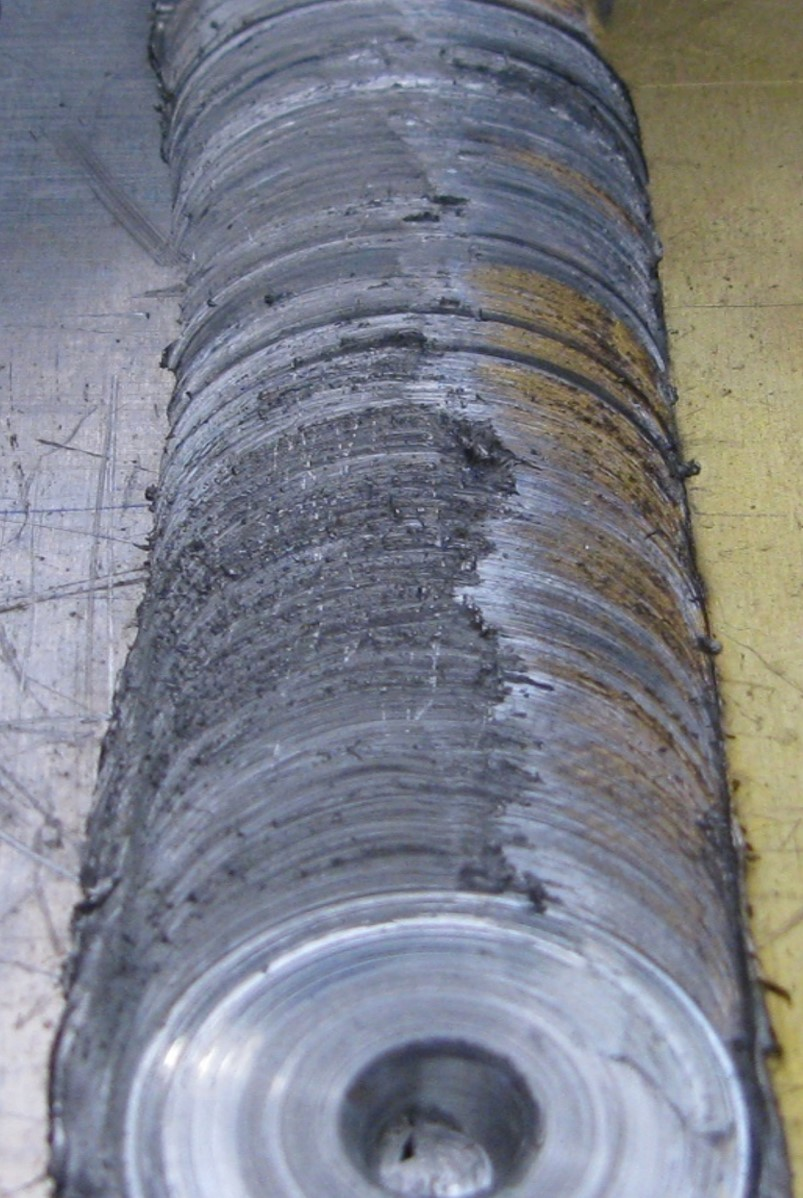
جوش حاصل از جوشکاری اصطکاکی

ابزار جوشکاری، مواد پایه، ماده اصلی (ثابت) و یک دستگاه فرز، مواد و تجهیزات مورد نیاز برای DFSW می‌باشد. از سوی دیگر، دیگر روش‌های جوشکاری، همچون جوشکاری قوس الکتریکی (SMAW) معمولاً نیاز به کرگر بسیار حرفه‌ای و همچنین تجهیزات نسبتاً گران‌قیمت دارند.

## اصول جوشکاری DFSW
مکانیزم DSFW بسیار ساده است. یک ابزار چرخشی در فلز اصلی غوطه ور می‌شود و گرما تولید شده توسط اصطکاک بین سطح ابزار و سطح بالای فلز پایه منجر به نرم شدن مواد پایه می‌شود.
به عبارت دیگر، حرکت چرخشی ابزار باعث مخلوط شدن ابزار با فلز اصلی می‌شود و مواد مغذی خنثی را ایجاد می‌کند. پس از آن، ابزار حرکت به سمت درون رابط ایجاد می‌کند. در نتیجه، پیوند نهایی به عنوان یک پیوند مکانیکی و متالورژیکی در رابط کاربری مورد توجه قرار می‌گیرد. این دوپیوند برای دستیابی به خواص مکانیکی مناسب ضروری هستند.
طرح‌های لبه ای و انتهایی، شایع‌ترین نوع جوشکاری در DFSW هستند. در جوشکاری مقاومتی غیر یکنواخت یک ماده به‌طور کلی سخت‌تر از دیگری است. به‌طور کلی، مواد سخت و نرم در طول جوشکاری با این روش، به ترتب پیشروی و عقب‌نشینی می‌کنند.

### هندسه ابزار

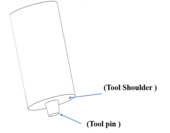
پیکربندی ابزار

پیکربندی ابزار یک عامل مهم برای رسیدن به یک اتصال صوتی است. این ابزار شامل دو بخش از جمله شانه ابزار و پین ابزار است که در تصویر مقابل نشان داده شده‌است. شانه ابزار برای تولید گرمای اصطکاک به‌شمار می‌رود، در حالی که پین ابزار برای محکم کردن مواد نرم شده مورد توجه قرارمی گیرد. اشکال مختلفی برای پین و شانه وجود دارد. پین‌های استوانه ای، مستطیل، مثلثی و رشته‌ای استوانه ای شایع‌ترین طرح‌های مناسب برای پین هستند.
Featureless shoulder و scrolled shoulder مناسب‌ترین طراحی برای شانه ابزاراست.انتخاب ابزار مناسب وابسته به مواد پایه است که به یک دیگر متصل می‌شوند. به عنوان مثال برای اتصال آلومینیوم و مس از فولاد آلیاژی سخت کاری شده در دمای بالا استفاده شده‌است در حالی که برای اتصال فلزات سخت‌تر مانند اتصال تیتانیوم / آلومینیوم، از تنگستن کارباید استفاده می‌شود.

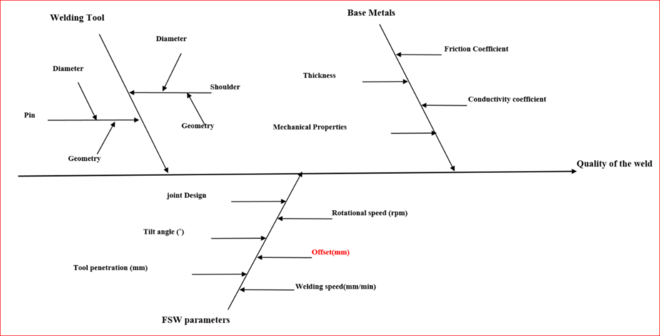
پارامترهای جوش

### پارامترهای جوشکاری
در DFSW، خواص مکانیکی عمدتاً شامل استحکام کششی، سختی، مدول الاستیسیته و تنش تسلیم است. انتخاب پارامترهای جوش مناسب در دستیابی به خواص مکانیکی مناسب اثرگذار است. سرعت چرخش ابزار (دور در دقیقه)، سرعت حرکت خطی ابزار (میلی‌متر در دقیقه)، زاویه شیب ابزار (درجه)، فاصله ابزار تا سطح (میلی‌متر)، میزان نفوذ ابزار (میلیمتر) و هندسه ابزار مهم‌ترین پارامترهای جوشکاری در DFSW هستند.
مرکز ابزار به‌طور معمول در مرکز اتصال مفصل برای اتصالات مشابه مانند اتصالات آلومینیوم / آلومینیوم و مس و مس قرار می‌گیرد. در مقابل، آن را نسبت به مواد نرم‌تر در DFSW جابجا می‌شود که به نام «ابزار جبران» است. این یک عامل مهم برای دستیابی به مفصلی است که دارای نقص جوشکاری کوچکتر و خواص مکانیکی بالاتر است
. به‌طور کلی، مواد سخت‌تر و نرم‌تر به ترتیب در طرف پیشرو و طرف عقب‌نشینی قرار می‌گیرد. صرف نظر از هندسه ابزار، سرعت چرخش ابزار و جابجایی نقش مهمی در خواص مکانیکی و متالورژی نهایی جوشکاری دارد و به عنوان مهم‌ترین پارامترهای جوشکاری DFSW مورد توجه قرار گرفته‌است.

### میزان تولید گرما
یک ابزار چرخشی غیرمصرفی به محل اتصال ماده پایه ریخته می‌شود. گرمای اصطکاکی از شانه ابزار در سراسر جوش، منجر به تغییر شکل پلاستیک موضعی در ماده اولیه می‌شود. حرارت محلی تولید شده توسط این ابزار از روند زیر است: در مرحله اولیه، عمدتاً از گرمای اصطکاک بین پین کاسته شده و مواد اصلی ایجاد شده‌است. پس از آن، زمانی که شانه به سطح بالا می‌رسد، به‌طور عمده توسط حرارت اصطکاکی بین سطح شانه و سطح بالای فلزات پایه تولید می‌شود. در ادامه، مواد نرم شده با هم توسط پین چرخش که باعث ایجاد جوشکاری حالت جامد می‌شوند. همگرا می‌شوند. Frigaard نشان داد که سرعت چرخش ابزار و قطر شانه ابزار عامل اصلی در تولید گرما است.

### حرکت جریان مواد
مکانیزم پیوند در DFSW بر اساس دو مفهوم ساده است. اول، مواد مخلوط شده که همان جریان مخلوط فلزات نرم و سخت است به ماده سخت که منجر به پیوند مکانیکی قوی در محل اتصال می‌شوند، وصل می‌شوند.
علاوه بر این، برای افزایش و بهبود خواص مکانیکی مفصل، یک اتصال متالورژیکی در محل اتصال تشکیل شده می‌شود.
حرکت جریان مواد در سراسر DFSW بستگی به پارامترهای مختلفی از جمله نحوه فرایند جوش، هندسه ابزار و مواد پایه دارد. هندسه ابزار مهم‌ترین عامل در دستیابی به جریان مناسب مواد است.

## چالش
FSW می‌تواند یک روش کارآمد برای استفاده از مواد متفاوتی باشد و نتیجه از نظر قدرت کششی، مقاومت برشی و توزیع سختی امیدوارکننده است. با این حال، بیشترین احتمال شکستن پیوند در محل اتصال است. علاوه بر این، حتی مواردی که در آن فلزات پایه شکسته شده‌اند، رفتار شکننده ای را نشان می‌دهند. از جمله طول عمر کم، که می‌تواند به شکل‌گیری IMCها منجر شود. باید بین استحکام کششی و انعطاف‌پذیری جوش‌ها تعادل برقرار شود تا از جوش‌های متفاوتی در کاربردهای صنعتی استفاده شود.